# Błękitnik meksykański
Błękitnik meksykański (Sialia mexicana) – gatunek małego ptaka z rodziny drozdowatych (Turdidae). Zasiedla zachodnią Amerykę Północną oraz centralny Meksyk.

## Zasięg występowania
Występuje do wysokości 2900 m n.p.m. Zasiedla głównie skraje lasów. Z powodu dużej ilości miejsc do siedzenia przebywa też na terenach wypalonych lasów. Gniazda budują zarówno na drzewach iglastych (sosny i jodły), jak i liściastych (dęby). Wyróżnia się sześć podgatunków, które zamieszkują:
- S. mexicana occidentalis – południowo-zachodnia Kanada aż do północno-zachodniego Meksyku
- S. mexicana bairdi – interior zachodnich Stanów Zjednoczonych do płn.-zach. Meksyku (stany Sonora i Chihuahua)
- S. mexicana jacoti – południowy Teksas, północno-wschodni Meksyk
- S. mexicana amabilis – od południowo-wschodniej części stanu Chihuahua do północno-zachodniej części stanu Zacatecas
- S. mexicana nelsoni – płn.-wsch. i centralny Meksyk
- S. mexicana mexicana – centralny Meksyk

## Morfologia
Wymiary średnie:
- długość ciała: 16,5–19 cm
- rozpiętość skrzydeł[7]: około 34 cm (13,5 cali)
- masa ciała: 24–31 g

Podobny do błękitnika górskiego (Sialia currucoides), ale odróżnia go rdzawa pierś i wierzch ciała. Błękit piór jest także intensywniejszy. Jedynie brzuch jest jaśniejszy. Samica jest mniej intensywnie ubarwiona i bardziej matowa, posiada białą obrączkę oczną i szary brzuch.

## Ekologia
Pożywienie
Pożywienie zależne jest od pory roku. W trakcie lata i wiosny błękitniki wypatrują zdobyczy z gałęzi i szybko zlatują w dół, by ją złapać. W zimie ich głównym pożywieniem są nasiona jemioły z rodzaju Phoradendron.
Drapieżniki
Głównymi wrogami naturalnymi błękitnika meksykańskiego są gryzonie takie jak: pręgowiec obrożny (Tamias cinereicollis), pręgowiec piarżyskowy (Tamias townsendii), pręgowiec sosnowy (Tamias amoenus), sosnowiórka szara (Tamiasciurus douglasii), sosnowiórka czerwona (Tamiasciurus hudsonicus), wiewiórka frędzloucha (Sciurus abertu) i myszak leśny (Peromyscus maniculatus). Wyjadają one jaja z gniazda. Dorosły samiec błękitnika pilnuje lęgu i łapie drapieżniki za nogi, by je zrzucić z miejsca gniazdowania. Może również atakować intruzów swoim dziobem.
Lęgi
Sialia mexicana jest gatunkiem monogamicznym. Dorosłe ptaki mogą pomagać wychowywać pisklęta z innych lęgów. Dojrzałość płciową osiągają po roku. Gniazdują od maja do lipca. Zazwyczaj wyprowadzają 2 lęgi po 3–8 jaj. Inkubacja trwa 12–18 dni. Pisklęta opierzają się po 3 tygodniach, jednak nadal przebywają blisko gniazda. Po 2 tygodniach są w pełni samodzielne. Długość życia wynosi około 73 miesiące (6 lat).

## Status
Międzynarodowa Unia Ochrony Przyrody (IUCN) uznaje błękitnika meksykańskiego za gatunek najmniejszej troski (LC – least concern) nieprzerwanie od 1988 roku. Trend liczebności populacji uznawany jest za wzrostowy.